# José da Silva Reis
José da Silva Reis (Leiria, 1787 — Angra, 12 de outubro de 1832) foi um oficial do Exército Português que distinguiu como destacado apoiante da causa miguelista, tendo comandado as forças fiéis a D. Miguel presentes na ilha de São Miguel, nos Açores. Derrotado na batalha da Ladeira da Velha, foi aprisionado e julgado, sendo enviado como preso político para a cidade de Angra, onde foi assassinado pela escolta que o trazia de volta para a Fortaleza de São João Baptista após um interrogatório judicial.

## Biografia
Após ter concluído os estudos elementares em Leiria, partiu para Lisboa, onde estudou gramática latina e francês. Destinado à carreira militar, concluiu o curso de Matemática e Fortificações nas Reais Academias de Lisboa. Assentou praça na arma de Artilharia, e concluído o curso foi promovido em 1807 a segundo-tenente no Regimento de Artilharia n.º 1. Já no contexto das invasões francesas a Portugal e da Guerra Peninsular, em 1812 foi promovido a primeiro-tenente. Tendo-se distinguido na frente de batalha na Guerra Peninsular, em 1817 foi promovido a capitão e transferido para o Regimento de Artilharia n.º 4 e enviado para o Rio de Janeiro, tendo permanecido no Brasil entre 1817 e 1822, regressando a Lisboa após a independência brasileira. No entretanto fora promovido em 1818 ao posto de major do corpo de Artilharia da Divisão Auxiliadora e em 1820 a tenente-coronel.
Regressado a Lisboa, voltou a integrar o Regimento de Artilharia n.º 4, destacando-se no apoio à facção realista e às pretensões do campo miguelista. Em 1827 foi promovido a coronel e nomeado comandante do Regimento de Artilharia n.º 3, aquartelado em Elvas.
Com elementos do Regimento de Elvas, foi destacado para a expedição miguelistas que visava submeter a ilha Terceira que partiu de Lisboa a 15 de junho de 1829, com as funções de comandante da artilharia expedicionária. Quando, pós a derrota na Batalha da Praia, ocorrida a 11 de agosto de 1829, o capitão-general Henrique de Sousa Prego decidiu fazer regressar a Lisboa maior parte das tropas expedicionárias, como oficial de confiança do capitão-general miguelsita, o coronel Silva Reis foi nomeado comandante dos 720 militares destinados a reforçar a guarnição miguelista da ilha de São Miguel, ficando encarregado da fortificação e defesa da ilha.
Apesar dos seus esforços no sentido de reforçar a defesa da ilha e de preparar a guarnição para repelir o previsível ataque dos liberais que se reforçavam na ilha Terceira com a chegada de tropas vindas do depósito de emigrados de Plymouth e do Brasil, quando o desembarque efetivamente ocorreu, a 1 de agosto de 1831, no Pesqueiro da Achadinha, ao comando das tropoas miguelistas não foi capaz de desenvolver os movimentos necessários para contrariar o desembarque e depois a movimentação das forças invasoras comandadas pelo 7.º conde de Vila Flor, o general António José de Sousa Manuel de Meneses. Nesses dias comandou, a partir de um posto de comando instalado na freguesia da Ribeirinha da Ribeira Grande, as tropas miguelistas que acabaram derrotadas na Ladeira da Velha.
Após o recontro da Ladeira da Velha, e a consequente conquista da ilha de São Miguel pelos liberais, episódio que encerrou a campanha liberal nos Açores e consolidou o seu domínio no arquipélago, as tropas e os armamentos capturados engrossaram o exército liberal, sendo os oficiais que recusaram a adesão aos princípio dos constitucionais desterrados para a ilha de Santa Maria. O comandante das forças miguelistas vencidas, o coronel José da Silva Reis, foi aprisionado e julgado, condenado a 4 anos de prisão, e enviado preso para a ilha Terceira. Em Angra viria a ser assassinado, a 12 de outubro 1832, pelas 20 horas, quando foi mandado à presença do corregedor, na companhia do capitão José Joaquim Barreira, para serem interrogados sobre uma revolta que se acreditava estar a ser preparada. No regresso foram assassinados na esplanada do Castelo de São João Baptista, alegando depois os membros da escolta que os presos queriam fugir. A viúva,  Mathilde Henriqueta da Palma Silva Reis, viria em 1836 a reivindicar a concessão de uma pensão (do montepio dos militares).
Foi miguelista convicto e por isso recebeu a Medalha da Fidelidade ao Rei, outorgada por D. João VI, e a Medalha da Real Efígie, de D. Miguel I.